# 萧叔宣

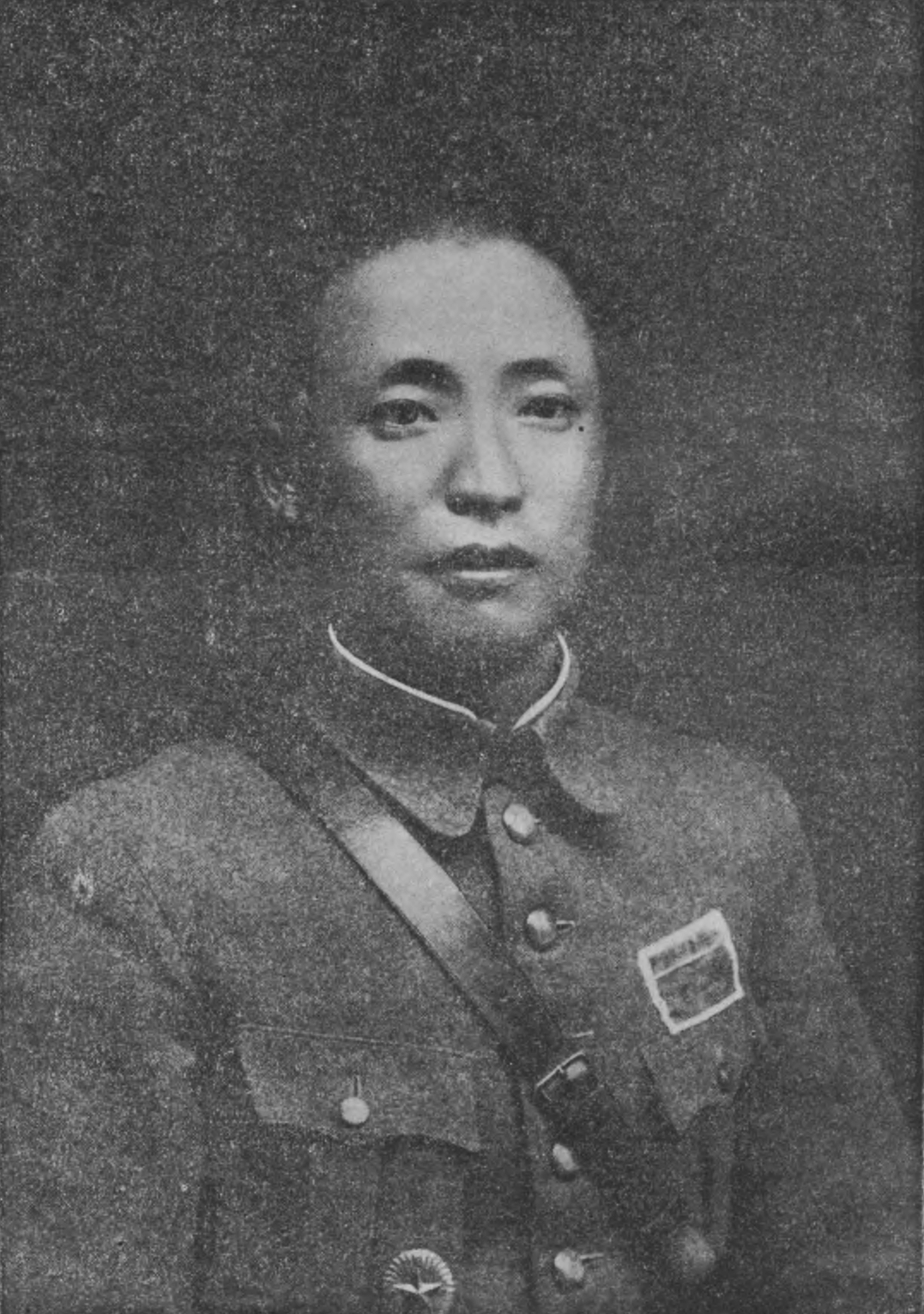
蕭叔宣

萧叔宣（1887年—1945年8月19日），又作萧叔萱，原名其煊，福建闽侯人，中华民国军事将领，中将军衔，后加入汪精卫政权。
萧叔宣早年就读于北洋陆军速成武备学堂、陆军大学，还参加过辛亥革命。曾担任过福州军务司科长、营长，北京陆军讲武堂教官等。后赴日本留学，毕业于日本陆军大学。回国后，在1922年第一次直奉战争中出任奉天陆军第二梯队参谋长。此后又历任福建教导旅旅长，东北陆军讲武堂教育长，福建保安司令部高参，中華民國駐日本大使館武官等职。抗日战争期间加入汪精卫政权，历任国民党中央执行委员，军事训练部政务次长、代部长，军事委员会委员、常委等职。1941年出任军事训练部部部长，次年任军事参议院院长。1945年出任陆军部部长，同年8月被人打伤，三日后身亡。